# كرايغ غيلبرت
كرايغ غيلبرت (بالإنجليزية: Craig Gilbert)‏ (1 نوفمبر 1956 في الولايات المتحدة - ) هو لاعب كرة يد أمريكي. شارك في الألعاب الأولمبية الصيفية 1984. ولعب مع آرمي بلاك نايس فوتبول ‏.

## وصلات خارجية
- كرايغ غيلبرت على موقع أوليمبيديا (الإنجليزية)